# Içanavarman Ier
Içanavarman Ier (khmer : ឥសានវរ្មន័ ទី១) est un roi du Chenla qui a succédé à son père Mahendra Varman.
Içanavarman Ier crée, au début du VIIe siècle, sa capitale à Sambor Prei Kuk qui au départ prendra le nom d’Içanapura, du nom de son monarque fondateur. Les fouilles archéologiques effectuées sur ce site semblent montrer un État puissant susceptible d’attirer de nombreux artistes et qui a des relations suivies avec le Champā. D’après les recherches, son autorité s’étendait à l’ouest jusqu’à Prachinburi et probablement jusqu’à la mer au sud-ouest, mais il n’a pas été possible de déterminer la réelle nature de ce pouvoir sur les zones périphériques.
Il disparait vers 635-637, et son fils Bhavavarman II lui succède.